# Ханова Разіфа Саліхівна
Разіфа Саліхівна Ханова (башк. Рәзифә Сәлих ҡыҙы Ханова; 15 грудня 1948, с. Гублюкучуково Дюртюлинського району Башкирської АРСР — 7 вересня 2015, там же) — у 1966-1998 роках доярка Іванаєвської молочно-товарної ферми колгоспу імені Карла Маркса Дюртюлинського району Башкирської АРСР. Повний кавалер ордена Трудової Слави.

## Біографія
Освіта — середня.
Працювати почала у 1963 р. на вівчарській фермі.
З 1966 р. працювала дояркою Іванаєвської ферми колгоспу імені Карла Маркса Дюртюлинського району.
У 1983 р. на одну фуражну корову Р.С. Ханова надоїла 2662 літра молока замість 2067 за планом, у 1985 р. надої довела до 4010 літрів. За роки одинадцятої п'ятирічки (1981-1985) на одну корову отримала в середньому 3182 літра молока.
У 1998 році Разіфа Саліхівна Ханова вийшла на пенсію, проживала у рідному селі. Померла 7 вересня 2015 року. 

## Нагороди
За багаторічну сумлінну роботу на підприємстві, дострокове виконання планів і соціалістичних зобов'язань Р.С. Ханова нагороджена орденом Трудової Слави I (1986), II (1980), III (1975) ступеня, медалями.